# 5948 Лонґо
5948 Лонґо (5948 Longo) — астероїд головного поясу, відкритий 15 травня 1985 року.
Тіссеранів параметр щодо Юпітера — 3,295.